# Phlebotomus frondifer
Phlebotomus frondifer är en tvåvingeart som beskrevs av Lewis och Dyce 1976. Phlebotomus frondifer ingår i släktet Phlebotomus och familjen fjärilsmyggor. Inga underarter finns listade i Catalogue of Life.